# バーモント州議会
バーモント州議会(英語:The Vermont General Assembly)は、アメリカ合衆国バーモント州の立法府である。議会は正式には「議会(General Assembly)」と呼ばれているが、「州議会(Legislature)」という表記は、議会自身を含め一般的に使用されている。
議会は両院制で、150議席の州下院と30議席の州上院で構成される。下院議員は、1人区と2人区で選出される。68の選挙区では1人、41の選挙区では2人の議員が選ばれ、任期は2年である。上院は30人の上院議員で構成され、それぞれ2人または3人の議員が所属する7つの中選挙区と9つの小選挙区から選出される。こちらも、任期は2年である。これは、米国で唯一の州議会であり、民主党と共和党の議員に並んで、第三党が連続して選出され、連続して代表を務めている。
州議会は州都モントピリアのバーモント州会議事堂で開催される。2年任期は1月の第1月曜日の翌水曜日から始まる（1915年より）したがって、任期は奇数年に始まる。

## 任期及び役職
立法府の選挙は、偶数年の11月に行われる。下院議員と上院議員の任期は2年である。いずれの院にも、選挙の行われる年の1年間はその選挙区の住民、それ以前の2年間はその州の住民でなければならない。
下院は下院議長が、上院は州副知事が上院議長として議長を務める。上院議長は決定票を1票のみ持つ。多くの場合、上院は各会期の冒頭で選出される仮議長が議長を務める。

## 権限
州議会は法律を制定する権限を持つが、知事には法案を拒否する権限がある。ただし、各院で3分の2以上の賛成票があれば、州議会は知事の拒否権を覆すことができる。
州憲法を改正する権限は州議会にのみある。改正案は上院で提出され、3分の2以上の賛成票を得なければならない。上院を通過した後、下院でも過半数の賛成票を得なければならない。両院を通過した改正案は、新たに選出された議会が開会した後、再び上院、下院の順で過半数の賛成票を得なければならない。その後、改正案は住民投票で州有権者の過半数の賛成を得なければならない。
改正手続きを開始できるのは、上院の通常会期と通常会期以外の会期の2回のみである。したがって、大統領選挙以外の選挙で選出された上院議員は改正手続きを開始できるが、大統領選挙と同時の選挙で選出された上院議員は開始できない (バーモント州憲法第72条)。

## 歴史
バーモント州は1836年まで一院制議会であった。その後、憲法改正により上院が新設された。1915年以前は、州議会は秋に開会していた。1915年からは1月に開会するようになった。州議会は3月のタウンミーティングの週は休会となる。

### " One Town, One Vote ”
1777年から1965年にかけて、各市町村の人口に関係なく、各市町村は州下院に1人の代表を選出していた。しかし、1964年に合衆国最高裁判所がレイノルズ対シムズ事件で「1人1票」の判決を下し、連邦内のすべての州議会に影響を与えたことで、この状況は一変した。